# Badische IX a
Die IX a der Großherzoglich Badischen Staatsbahn waren laufachsenlose Zahnrad-Güterzugtenderlokomotiven mit drei Kuppelachsen, deren Zahnradtriebwerk für das Befahren von Gleisen mit Zahnstangen System Bissinger-Klose ausgelegt war. Sie wurden für den Abschnitt von Hirschsprung (Schwarzwald) nach Hinterzarten der Höllentalbahn im Schwarzwald gebaut.
Die Deutsche Reichsbahn übernahm noch zwei Maschinen, deren Zahnradantrieb bereits entfernt worden war. Sie wurden als Baureihe 8983 in den Nummernplan eingeordnet. Die 1887/1888 gebauten Lokomotiven wurden bis 1924 ausgemustert.

## Geschichte

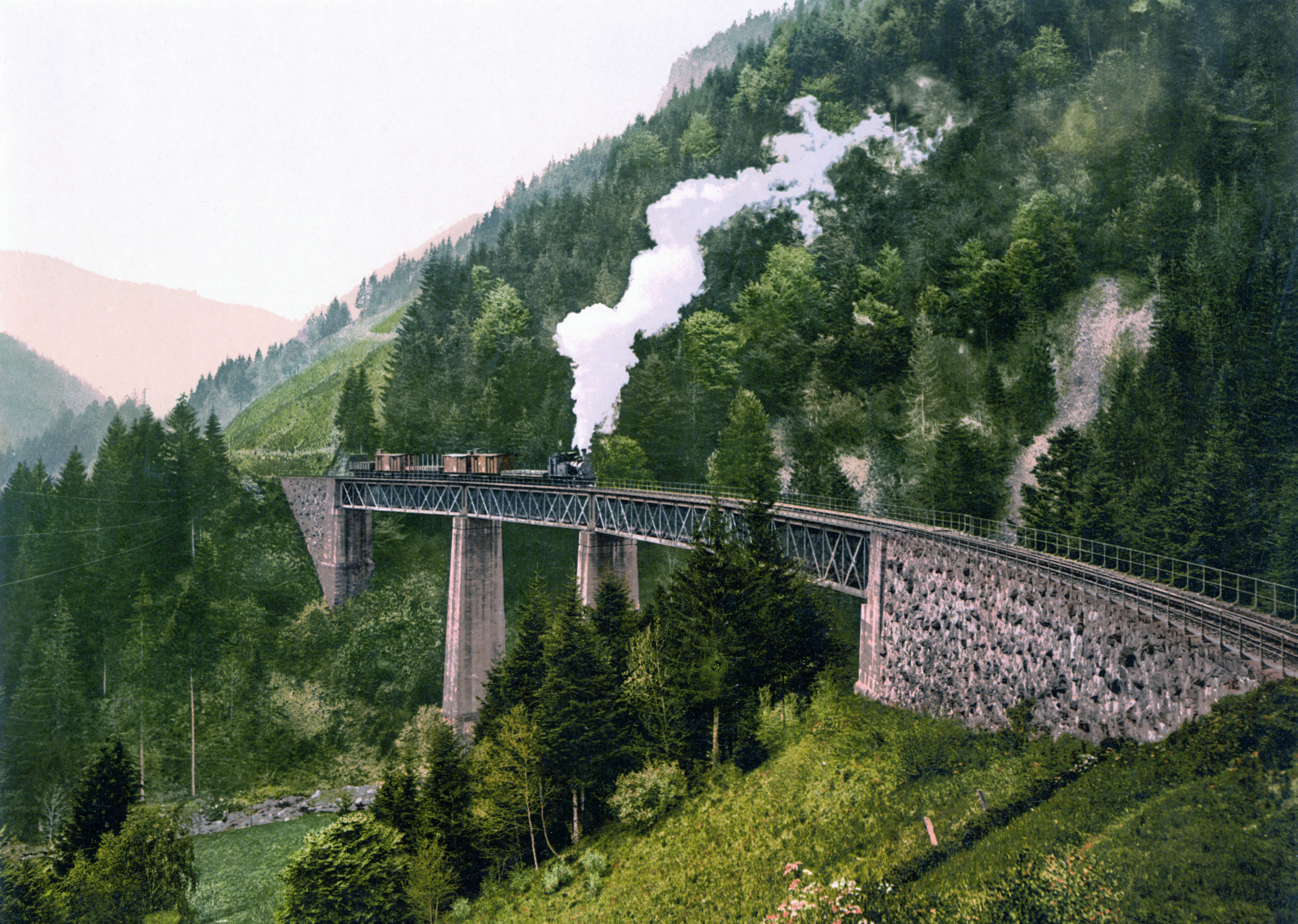
Badische IXa mit einem Zug auf dem Ravennaviadukt (um 1900).

Die Höllentalbahn wies auf einem sieben Kilometer langen Abschnitt eine Steigung von 55 ‰ auf. Diese Steigungen waren in den 1880er Jahren nur mittels Zahnstangen zu überwinden. Die Lokomotiven sollten auf der gesamten Strecke durchfahren. Deshalb beschaffte die Badische Staatsbahn 1887 fünf Lokomotiven für den gemischten Adhäsions- und Zahnradbetrieb.
Angelehnt an eine Konstruktion der Maschinenfabrik Esslingen für die Halberstadt-Blankenburger Eisenbahn lieferte die Maschinenbaugesellschaft Karlsruhe 1886 fünf Lokomotiven aus. Zwei weitere Maschinen folgten 1887. Bis 1900 waren die Lokomotiven alleinige Triebfahrzeuge auf der Höllentalbahn. Schnell machten sich die geringe Leistung der Lokomotiven und die geringen zulässigen Geschwindigkeiten negativ bemerkbar. Die Lage besserte sich erst mit dem Einsatz der Lokomotiven der Gattung VI b auf der Strecke. Ab diesem Zeitpunkt wurden die Maschinen ausschließlich als Schublokomotive auf der Steilstrecke eingesetzt. Das Verkehrsaufkommen stieg in den folgenden Jahren weiter an. 1907 wurde Doppelbespannung zur Beförderung von längeren Zügen zugelassen, und ab 1908 fuhren Eilzüge über die Höllentalbahn. Einziges Hindernis der Strecke war der Zahnstangenabschnitt, der nur mit eingeschränkter Geschwindigkeit befahren werden durfte. Deshalb wurden ab 1910 vier Lokomotiven der Gattung IX b beschafft.
Aus den Maschinen der Gattung IX a wurden daraufhin der Zahnradantrieb ausgebaut, und die Lokomotiven wurden im Rangierdienst eingesetzt. Ab 1921 waren alle Lokomotiven in Freiburg im Breisgau anzutreffen. Alle Lokomotiven waren noch im vorläufigen Umzeichnungsplan der Deutschen Reichsbahn von 1923 aufgeführt. Umgezeichnet wurden schließlich noch zwei Exemplare, die aber auch kurze Zeit später ausgemustert wurden.

## Konstruktive Merkmale
Die Lokomotiven verfügten über einen Blechinnenrahmen. Für den Zahnradantrieb war ein gesondertes zwischen den Rahmenwangen liegendes Bauteil vorhanden.
Der Langkessel bestand aus zwei Schüssen. Auf dem vorderen Schuss saßen der Reglerdom mit dem Ramsbottom-Sicherheitsventil sowie der Sandkasten. Auf dem hinteren Schuss saß der Dampfdom mit dem Meggenhofen-Sicherheitsventil. Der Stehkessel hatte eine halbrunde Decke. Die kupferne Feuerbüchse hatte eine nach hinten geneigte Decke und einen geneigten Rost. Die Kesselspeisung erfolgte durch zwei nichtsaugende Strahlpumpen.
Die Lokomotive verfügte über zwei unabhängige Nassdampf-Triebwerke für den Adhäsions- und den Zahnradantrieb. Das Adhäsionstriebwerk besaß zwei außenliegende, waagerecht angeordnete Zylinder. Es wurde die mittlere Kuppelachse angetrieben. Das Triebwerk besaß eine außenliegende Stephenson-Steuerung. Das innenliegende Triebwerk für den Zahnradantrieb mit zwei waagerecht angeordneten Zylindern trieb über Schwinghebel die Zahnräder an. Die mit Kuppelstangen verbundenen Räder waren so angeordnet, dass immer zwei Zähne des einen und ein Zahn des anderen Rades in die Zahnstange eingriffen. Dieses Triebwerk verfügte über eine Allan-Steuerung.
Das Laufwerk war an vier Punkten abgestützt. Der erste und zweite Radsatz hatte über den Achsen und der dritte Radsatz unter den Achsen liegende Blattfedern. Die Federn des zweiten und dritten Radsatzes waren durch einen Ausgleichshebel verbunden. Da der Zahnradantrieb untergebracht werden musste, betrug der Abstand zwischen den ersten beiden Achsen 2,13 m und zwischen der zweiten und dritten Achse nur 1,37 m.
Die beiden Triebwerke verfügten jeweils über eine Handbremse. Die Riggenbach-Gegendruckbremse besaß einen Schalldämpfer. Die Bremse des Zahnradantriebes war als Bandbremse ausgelegt. Als Wagenbremse diente eine Schmidtsche Schraubenradbremse. Gebremst wurde der mittlere Radsatz von beiden Seiten. Später erhielten die Lokomotiven außerdem eine Druckluftbremse.
Die Sandstreueinrichtung sandete den Treibradsatz jeweils von vorn. Weiterhin verfügte die Lokomotive über eine Spurkranzschmierung, ein Latowski-Läuterwerk und eine Dampfheizungseinrichtung.